# Frédéric Bulot
Frédéric Bulot (* 27. září 1990 Libreville) je gabonský fotbalista.

## Klubová kariéra
S kariérou začal v AS Monaco FC v roce 2010. Během své kariéry hrával za SM Caen, Standard Liège, Charlton Athletic FC, Stade de Reims a Tours FC.

## Reprezentační kariéra
Bulot odehrál za gabonský národní tým v letech 2014–2019 celkem 23 reprezentačních utkání. Zúčastnil se Afrického poháru národů 2015 v Rovníkové Guineji.

## Statistiky
| Gabon  | Gabon | Gabon |
| Roky   | Záp.  | Góly  |
| ------ | ----- | ----- |
| 2014   | 7     | 0     |
| 2015   | 10    | 0     |
| 2016   | 3     | 0     |
| 2017   | 0     | 0     |
| 2018   | 2     | 0     |
| 2019   | 1     | 0     |
| Celkem | 23    | 0     |